# Armillac
Armillac település Franciaországban, Lot-et-Garonne megyében. Lakosainak száma 207 fő (2022. január 1.). Armillac Lavergne, Laperche, Miramont-de-Guyenne, Montignac-Toupinerie és Saint-Barthélemy-d’Agenais községekkel határos.

## Népesség
A település népességének változása:
| Lakosok száma | 166  | 174  | 151  | 154  | 197  | 196  | 198  | 202  | 208  | 207  |
|               | 1968 | 1982 | 1990 | 2006 | 2013 | 2015 | 2017 | 2019 | 2020 | 2022 |